# FANTASY (アリス九號.の曲)
「FANTASY」（ファンタジー）は日本のヴィジュアル系ロックバンドアリス九號.の楽曲であり、通算6枚目のシングルとして2006年2月22日にキングレコードよりリリースされた。

## 解説
前作から1ヶ月という短いスパンで、「暁/幾億のシャンデリア」と同時発売された。
初回限定盤および通常盤の2タイプでリリースされ、初回限定盤には表題曲のPVを収録したDVDが付属していた。通常盤は、初回限定盤に未収録の楽曲を含む計3曲が収録された。

## 批評
CDジャーナルは作品について「ツイン・ギターの流れるようなサウンドと高音ヴォーカルがファンタジックにシンクロしているロック・ナンバー」、特にタイトル曲について「力強いヴォーカルが印象的な切ないポップ・チューン。耳あたりの良いメロディ・ラインの中に、星空のきらめき、時間の経過といったものが込められている。」と批評した。

## チャート成績
本作品はオリコン週間シングルチャートでは、2006年3月6日付で初登場・最高順位ともに20位を記録した。計6週にわたって同チャート200位圏内にランクインし、その間に約1.3万枚を売り上げた。

## 収録曲
初回限定盤
| 全作詞: 将、全作曲: アリス九號.。 |             |       |             |      |
| #                                 | タイトル    | 作詞  | 作曲・編曲  | 時間 |
| 1.                                | 「FANTASY」 | 将    | アリス九號. | 5:28 |
| 2.                                | 「檸檬」    | 将    | アリス九號. | 4:57 |
| 合計時間:                         | 合計時間:   | 10:25 |             |      |

| 全作詞: 将、全作曲: アリス九號.。 |             |      |             |
| #                                 | タイトル    | 作詞 | 作曲・編曲  |
| 1.                                | 「FANTASY」 | 将   | アリス九號. |

通常盤
| 全作詞: 将、全作曲: アリス九號.。 |                    |       |             |      |
| #                                 | タイトル           | 作詞  | 作曲・編曲  | 時間 |
| 1.                                | 「FANTASY」        | 将    | アリス九號. | 5:28 |
| 2.                                | 「檸檬」           | 将    | アリス九號. | 4:57 |
| 3.                                | 「天体アンブレラ」 | 将    | アリス九號. | 3:58 |
| 合計時間:                         | 合計時間:          | 14:23 |             |      |

## 品番
|            | リリース日    | 品番       |
| ---------- | ------------- | ---------- |
| 初回限定盤 | 2006年2月22日 | KICM-91159 |
| 通常盤     | 2006年2月22日 | KICM-1159  |

## 収録作品
FANTASY
- 『絶景色』[4]
- 『Alice Nine Complete Collection 2006-2009』[5]
- 『花鳥ノ調』(セルフカヴァー) [6]